# Eucera amoena
Eucera amoena är en biart som först beskrevs av Thomas J. Zavortink 1982.  Eucera amoena ingår i släktet långhornsbin, och familjen långtungebin. Inga underarter finns listade i Catalogue of Life.